# リビティーナ
リビティーナ (Libitina) は、古代ローマにおける死と葬儀の女神。長母音を省略してリビティナとも表記される。
その神殿には葬儀に必要な品が置かれ、借用、購入ができたため葬儀屋はリビティーナーリウスと呼ばれた。また、リビティーナはウェヌスの別名リベンティーナと混同され、ウェヌスの呼称となった。
元はエトルーリアの女神だったと考えられている。